# وازعیه (روستا)
 وازعیه  به عربی ( الوازعیَة )، دهستانی بزرگی است از توابع استان مَحویت در کشور یمن در شبه جزیره عربستان است. 

## جمعیت
جمعیت آن ( ۱۴۷۵۳ ) نفر (۲۷۰ خانوار) می‌باشد.

## روستاها
روستاهای توابع این دهستان عبارتند از: 
- روستای الشقیرة
- روستای مصران
- روستای القاسمیة
- روستای المشادلة
- روستای الظریفة
- روستای الأحیوب
- روستای البوکرة

## منبع
- المقحفی، ابراهیم، احمد ، (مُعجَم المُدُن وَالقَبائِل الیَمَنِیَة) ، منشورات دار الحکمة، صنعاء، چاپ پنجم، وانتشار سال ۱۹۸۵ میلادی به (عربی).